# Zygmunt Zieliński (ekonomista)
Zygmunt Stanisław Zieliński (ur. 7 kwietnia 1929 w Strzelnie, zm. 9 stycznia 2009 w Szczecinie) – polski profesor nauk ekonomicznych w zakresie ekonometrii i badań operacyjnych, nauczyciel akademicki, rektor Politechniki Szczecińskiej (1975-1980).

## Życiorys
Zygmunt Zieliński ukończył studia magisterskie na Politechnice Szczecińskiej w 1955, a w marcu 1963 otrzymał stopień doktora nauk ekonomicznych na Wydziale Morskim WSE w Sopocie, w 1970 – stopień doktora habilitowanego nauk ekonomicznych na Wydziale Przemysłu Wyższej Szkoły Ekonomicznej w Katowicach. Tytuł naukowy profesora nadzwyczajnego uzyskał w 1977, a w 1988 – tytuł profesora zwyczajnego. Na przełomie 1981 i 1982 odbył staż naukowy w Uniwersytecie Stanowym w Tempe w Arizonie.

## Badania naukowe
Zygmunt Zieliński zajmował się statystyką transportową, ekonometryczną analizą szeregów czasowych i wahań sezonowych, a także zastosowaniem ekonometrii w transporcie i teorią dynamicznych modeli ekonometrycznych. Opublikował 99 prac naukowych, w tym 9 monografii książkowych.

## Wybrane publikacje[5]
- O badaniu sezonowości metoda stosunków do trendu. „Przegl. Stat.” 1962, 9, 2, s. 175-183
- Charakterystyka wahań sezonowych przewozów towarowych w transporcie publicznym w Polsce. „Zesz. Nauk PS Ekonomika” 1963, 9, s. 119-141
- Statystyczna analiza zmian w przebiegu sezonowości na przykładzie towarowych przewozów kolejami w Polsce w latach 1947-1960. „Zesz. Nauk PS Ekonomika” 1964, 11, s. 201-214
- Statystyczne studium sezonowości towarowych przewozów kolejami w Polsce w latach 1947–1960. „Zesz. Nauk. Polit. Szczec.” Szczecin 1965
- Ekonometryczne metody analizy wahań sezonowych. Wyd. Uczel. Polit. Szczec. 1969, 167 ss. (rozprawa habilitacyjna)
- W sprawie metod analizy podstawowych wskaźników techniczno-ekonomicznych w przedsiębiorstwach transportu samochodowego. „Przegl. Stat.” 1975, 22, s. 119-129 (wsp. Józef Hozer)
- Metody analizy dynamiki i rytmiczności zjawisk gospodarczych. PWN Warszawa 1979, 260 ss. ISBN 83-01-00792-3
- Analiza spektralna w modelowaniu ekonometrycznym. PWN Warszawa 1986. ISBN 83-01-05407-7 (wsp. Liliana Talaga)
- Liniowe modele ekonometryczne jako narzędzie opisu i analizy przyczynowych zależności zjawisk ekonomicznych. UMK Toruń 1991, 100 ss. ISBN 83-231-0305-4
- Elementy ekonometrii. UMK Toruń 1993, 361 ss. ISBN 83-231-0389-5 (wsp. Jerzy Wiśniewski)
- Analiza ekonomicznych procesów stochastycznych. UMK Toruń 2002, 328 ss. ISBN 83-231-1468-4

## Udział w organizacji nauki
W latach 1955–1980 związany był z Politechniką Szczecińską, gdzie w latach 1970–1981 pełnił funkcje: zastępcy dyrektora i dyrektora Instytutu Rachunku Ekonomicznego, a od 1976 roku – dyrektora Instytutu Nauk Ekonomiczno-Społecznych Politechniki Szczecińskiej. Jednocześnie był kierownikiem Zakładu Ekonometrii i Badań Operacyjnych, który powstał z jego inicjatywy. W latach 1972–1975 był prorektorem ds. dydaktycznych, a od 16 lutego 1975 do 24 listopada 1980 rektorem Politechniki Szczecińskiej i przewodniczącym Środowiskowego Kolegium Rektorów Szkół Wyższych w Szczecinie.
W latach 1981–2008 pracował na Wydziale Nauk Ekonomicznych i Zarządzania Uniwersytetu Mikołaja Kopernika w Toruniu. W latach 1981–1987 był dziekanem Wydziału Nauk Ekonomicznych UMK, w latach 1981–1990 członkiem Senatu UMK. W latach 1983–1999 pełnił funkcję kierownika Katedry Ekonometrii i Statystyki WNEiZ UMK, której był założycielem. Od 1989 organizował Ogólnopolskie Seminarium Naukowe Dynamiczne modele ekonometryczne na UMK w Toruniu.
W latach 1998–2008 pracował na stanowisku profesora w Wyższej Szkole Informatyki i Ekonomii TWP w Olsztynie.
Był członkiem Komitetu Statystyki i Ekonometrii PAN od 1972 oraz członkiem Polskiego Towarzystwa Ekonomicznego. W latach 1972–1980 pełnił funkcję prezesa oddziału szczecińskiego Towarzystwa Naukowego Organizacji i Kierownictwa.

## Odznaczenia
- Złoty Krzyż Zasługi (1971)
- Krzyż Kawalerski Orderu Odrodzenia Polski (1977)
- Medal Komisji Edukacji Narodowej (1978)
- Odznaka Honorowa Gryfa Pomorskiego (1975)
- medal Politechniki Szczecińskiej (1996)
- medal Uniwersytetu Mikołaja Kopernika (1996)
- 8 nagród Rektora Politechniki Szczecińskiej
- 10 nagród Rektora Uniwersytetu Mikołaja Kopernika